# Serrat de la Font de la O
El Serrat de la Font de la O és un serrat contrafort de la muntanya de Sant Corneli, pel seu vessant nord, al municipi de Conca de Dalt en el seu vell terme d'Aramunt.
Arrenca, actualment, de les aigües del Pantà de Sant Antoni, a 500 m. alt., i s'enfila cap al sud-est, per enllaçar amb la carena principal de la muntanya de Sant Corneli a 1.075 m. alt.
Aquest serrat pren el nom de la font que es troba als seus peus, en terme de Conca de Dalt. Forma part de la Partida de Sant Corneli.